# Parole de cheval
Pour plus de détails, voir Fiche technique et Distribution.
Parole de cheval (Hot to Trot) est un film américain réalisé par Michael Dinner, sorti en 1988.

## Synopsis
Fred P. Chaney, un agent de change, hérite d'un cheval de course après la mort de sa mère. Fred se rend très rapidement compte que son nouvel animal de compagnie est capable de parler. Comme si cela n'était pas assez miraculeux, d'autres surprises l'attendent. En effet, le cheval a également un don pour le marché boursier et aide son maître à gagner beaucoup d'argent en bourse en très peu de temps.

## Fiche technique
- Titre français : Parole de cheval
- Titre original : Hot to Trot
- Réalisation : Michael Dinner
- Scénario : Hugo Gilbert, Stephen Neigher, Charlie Peters et Andy Breckman
- Musique : Danny Elfman
- Photographie : Victor J. Kemper
- Montage : Frank Morriss, Dallas Puett (de)
- Production : Neil Canton, Peter Guber et Jon Peters
- Sociétés de production : Warner Bros.
- Société de distribution : Warner Bros.
- Pays d'origine :  États-Unis
- Langue : anglais
- Format : Couleur - Dolby - 35 mm - 1.85:1
- Genre : comédie, sport
- Durée : 83 minutes
- Date de sortie[1] :
  - États-Unis : 26 août 1988

## Distribution
- Bobcat Goldthwait : Fred P. Chaney
- John Candy : la voix de Don le cheval
- Dabney Coleman : Walter Sawyer
- Virginia Madsen : Allison Rowe
- Cindy Pickett : Victoria Peyton
- Jim Metzler : Boyd Osborne
- Tim Kazurinsky : Leonard
- Barbara Whinnery : Denise
- Mary Gross : Mme French
- Liz Torres : Bea
- Burgess Meredith : le père de Don
- Gilbert Gottfried : le dentiste
- James Hong : le patron